# Ptecticus gigliotosi
Ptecticus gigliotosi är en tvåvingeart som beskrevs av Mcfadden 1971. Ptecticus gigliotosi ingår i släktet Ptecticus och familjen vapenflugor. Inga underarter finns listade i Catalogue of Life.